# Francesc de Paula Rius i Taulet

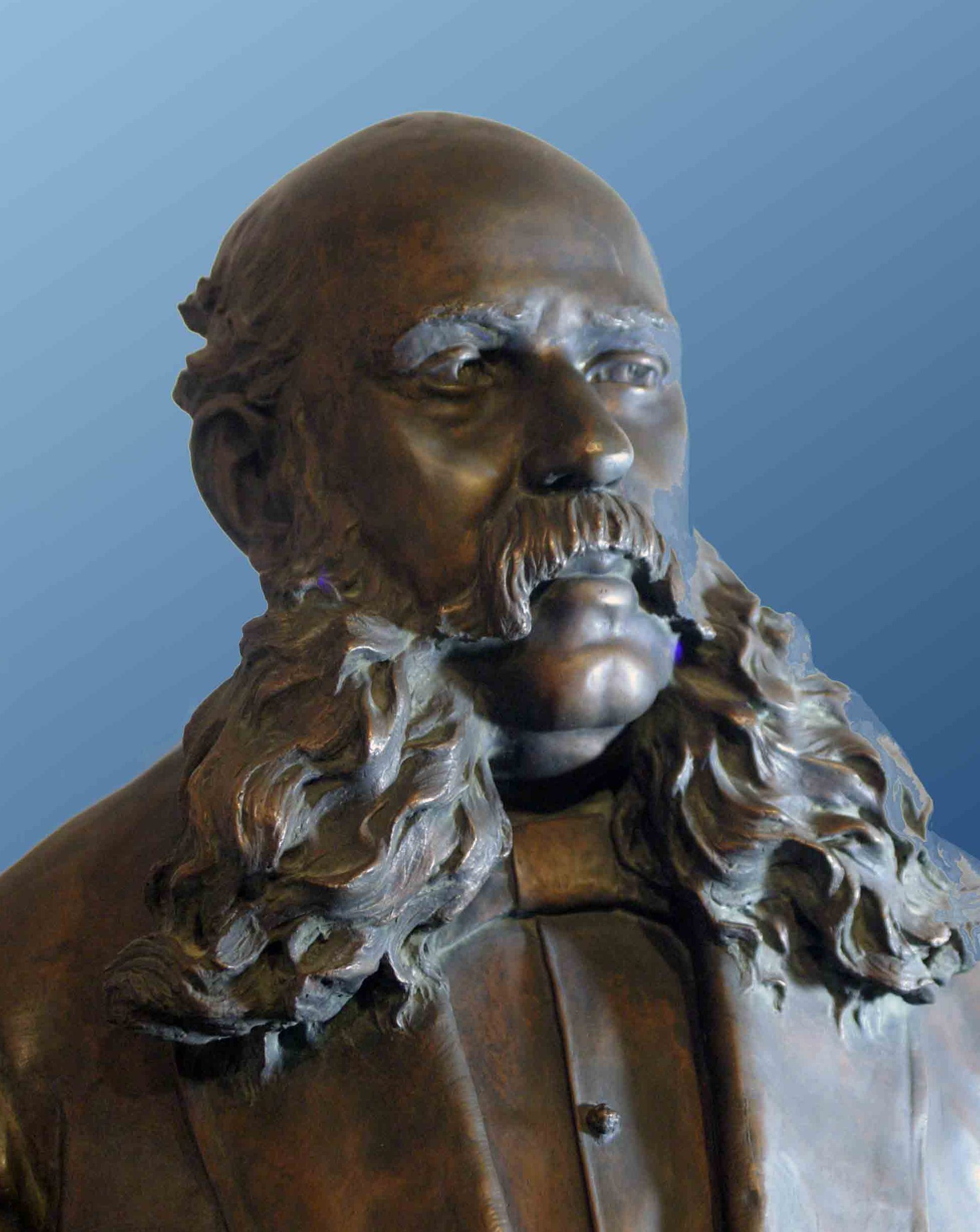
Francesc de Paula Rius i Taulet per Eduard Alentorn

Francesc de Paula Rius i Taulet (Barcelona, 22 de gener de 1833 - Olèrdola, l'Alt Penedès, 27 de setembre de 1890) fou un polític i advocat català, monàrquic i liberal. Fou alcalde de Barcelona en quatre ocasions durant el període de restauració borbònica comprès entre 1872 i 1889. Fou l'impulsor de l'Exposició Universal de 1888 i de les reformes urbanístiques que se'n derivaren.
Fill d'una família de menestrals, estudià dret a la Universitat de Barcelona. Des de 1858 fins a la Revolució de setembre de 1868, exercí com a advocat, i més tard fou elegit regidor i tinent d'alcalde. Va ser per primera vegada alcalde de Barcelona per designació d'Amadeu I el febrer 1872. Justament un any després abandonà el càrrec vista la proximitat del canvi social amb l'arribada de la república. Després del cop de Pavía va ser nomenat novament alcalde pel general Serrano, ocupant el càrrec entre gener i desembre de 1874. Posteriorment també fou elegit diputat pel Partit Liberal a les eleccions generals espanyoles de 1876 i 1879. Va ser nomenat alcalde de Barcelona, per tercera vegada en 1881, fins a febrer de 1884, i en una quarta ocasió entre desembre de 1885 i 1889.

## L'alcalde de l'Exposició
Com a alcalde de Barcelona va ser el principal impulsor de l'Exposició Universal de 1888, que va presidir com a alcalde, i que va constituir el creixement urbanístic i econòmic més gran de la història de Barcelona fins a aquell moment.
Algunes dels canvis que es van fer a Barcelona sota el seu mandat i amb motiu de l'Exposició de 1888 van ser:
- Urbanització del Parc de la Ciutadella, que després de la finalització de l'Exposició es va convertir al parc més gran de la ciutat.
- Es va finalitzar la urbanització de tot el front marítim de la ciutat, entre el Parc de la Ciutadella i la Rambla, construint el passeig de Colom i un nou moll, l'actual Moll de la Fusta.
- Es va construir el Gran Hotel Internacional en un terreny guanyat al mar en el nou passeig de Colom, enfront de l'edifici de la Capitania General. L'hotel, dissenyat per l'arquitecte Lluís Domènech i Montaner, va ser construït en el temps rècord de 69 dies. Tenia planta i tres pisos, i ocupava un solar de 5.000 metres quadrats. Amb capacitat per 2.000 hostes, va ser concebut com a instal·lació temporal per acollir als visitants. Va ser enderrocat quan es va acabar l'Exposició.
- Es va construir el Palau de les Belles Arts, on posteriorment s'ubicaren els ja antics Jutjats de Barcelona, al passeig de Lluís Companys. Va ser el lloc on es va celebrar la inauguració oficial de l'Exposició, amb assistència de la Família Reial. Va ser destinat a exposicions artístiques, concerts i esdeveniments culturals. Després de l'exposició, va continuar obert fins al 1942.
- Es va construir el Monument a Colom a la Plaça del Portal de la Pau, punt d'unió del passeig de Colom i la Rambla. El monument es va inaugurar l'1 de juny de 1888, en plena celebració de l'Exposició.
- Es va urbanitzar la zona contigua al recinte de l'exposició, a la zona del Born.
- Es va inaugurar el Mercat del Born, construït entre 1874 i 1876 per l'arquitecte Josep Fontserè i Mestre.
- Es van inaugurar les "Golondrinas", embarcacions d'esbarjo que sortien de davant de l'estàtua a Colom i passejaven els visitants per dintre el port.
- Es va dotar d'il·luminació elèctrica els primers carrers de Barcelona (la Rambla, el passeig de Colom, la plaça de Sant Jaume i interior del recinte de l'exposició).

A més va promoure la urbanització la Gran Via de les Corts Catalanes, la plaça de Tetuan i la plaça de Letamendi, l'enderrocament de la resta de la muralla de Mar, per obrir el passeig de Colom, cedí els terrenys per a la construcció del Palau de Justícia (1887-1908) i va construir el Cementiri del Sud-oest a Montjuïc. Va crear el Laboratori Municipal i l'Institut Municipal d'Higiene de Barcelona i va crear la Banda Municipal i la Galeria de Catalans Il·lustres. Tota aquesta empenta i capacitat emprenedora generava sovint tensions econòmiques, fins al punt de, un cop acabada l'exposició, se'l va recordar per una frase seva: "Fes el que deguis, encara que deguis el que facis".
La reina regent, Maria Cristina d'Àustria li atorgà el títol de marquès d'Olèrdola, per la seva gestió al front de la ciutat. Va morir a Olèrdola en 1889, a l'edat de 57 anys, pocs mesos després d'acabar-se l'Exposició Universal de 1888.

## Llegat
Tingué una plaça dedicada al barri barceloní de Gràcia fins que el 19 d'abril de 2009, després d'un procés participatiu, va recuperar el nom històric de plaça de la Vila de Gràcia. Però encara una avinguda del districte de Sants-Montjuïc de Barcelona porta el seu nom. El seu retrat forma part de la Galeria de Catalans Il·lustres de l'Ajuntament de Barcelona. El 27 de setembre de 1901 hom col·locà un monument en honor seu davant l'entrada principal del Parc de la Ciutadella, construït sota la seva alcaldia. El monument porta la següent inscripció:
| « | A Rius i Taulet, sent alcalde de Barcelona va aconseguir per a la ciutat prosperitat i renom. Va realitzar a Espanya la primera Exposició Universal celebrada en 1888 i amb il·lustrada iniciativa i actitud incansable va protegir la indústria i va enaltir les ciències i les arts. | » |

El seu fill, Manuel Rius i Rius, també va ser alcalde de Barcelona (del 1916 al 1917).

## Fons personal
L'epistolari de Francesc Rius i Taulet que es conserva a l'Arxiu Històric de la Ciutat de Barcelona conté 155 cartes de les quals totes, excepte dues, estan adreçades al seu col·lega i amic Ramon Freixas Miret. Si bé el període cronològic dels documents, 1856-1890, abraça pràcticament la carrera professional i política de Rius i Taulet, el contingut de les cartes reflecteix de forma dominant assumptes jurídics i qüestions familiars i personals i, només algunes d'elles contenen informacions relacionades amb l'activitat del polític i les seves impressions sobre la situació política del moment.
El fons va ser adquirit en la subhasta pública organitzada per Soler i Llach, Subastas Internacionales, S.A., a Barcelona, el 9 de març del 2006.